# Varietà (album Gianni Morandi)
Varietà prodotto da Mauro Malavasi che cura gli arrangiamenti. è il ventunesimo album del cantante italiano Gianni Morandi, pubblicato nel 1989 dall'etichetta discografica RCA.

## Il disco
Il primo singolo scelto è Varietà/Occhi chiusi, uscito alla fine del 1989, cui farà seguito, nella primavera dell'anno seguente, Bella signora/Un pugno in faccia, contenente anch'esso due brani presenti nell'album.

## Tracce
1. Varietà – 4:20 (Mario Lavezzi, Mogol)
2. Bella signora – 4:26 (Lucio Dalla, Mauro Malavasi)
3. Occhi chiusi – 3:47 (Lucio Dalla)
4. Ti comunico amore – 5:00 (Bracco Di Graci, Lucio Dalla)
5. Animale – 5:03 (Lucio Dalla, Mauro Malavasi)
6. Negro – 4:42 (Franco Migliacci, Roberto Costa)
7. Un pugno in faccia – 4:33 (Mauro Malavasi, Mogol)
8. Figli dei nostri figli – 3:53 (Lucio Dalla)

Durata totale: 35:44

## Formazione
- Gianni Morandi – voce, cori
- Lucio Dalla – tastiera, cori, fisarmonica, sitar, sax
- Bruno Mariani – chitarra acustica, chitarra elettrica
- Luca Malaguti – tastiera, programmazione computer
- Mauro Malavasi – tastiera, Programmazione, cori, tromba, pianoforte, arrangiamento
- Paride Sforza – sax
- Roberto Costa, Iskra Menarini, Carolina Balboni, Giuseppe Rossetti, Angela Baraldi – cori

Produzione
- Mauro Malavasi – produzione, missaggio, mastering